# 弗蘭特納克 (密蘇里州)
弗蘭特納克（英語：Frontenac）是位於美國密蘇里州聖路易斯縣的城市。

## 人口
根據2020年美國人口普查的數據，弗蘭特納克的面積為7.46平方千米，皆為陸地。當地共有人口3612人，而人口密度為每平方千米484人。